# Новгород-Сіверська міська рада
Но́вгород-Сі́верська міська́ ра́да — орган місцевого самоврядування в Чернігівській області. Адміністративний центр — місто обласного значення Новгород-Сіверський.

## Загальні відомості
- Територія ради: 11,81 км²
- Населення ради: 15 029 осіб (станом на 2001 рік)
- Територією ради протікає річка Десна.

## Історія
17 травня 2001 року у межі міста Новгород-Сіверський Новгород-Сіверського району Чернігівської області були включені села Домотканів і Щурівка Новгород-Сіверської міськради.
11 березня 2014 року Верховна Рада України віднесла місто Новгород-Сіверський Новгород-Сіверського району Чернігівської області до категорії міст обласного значення.

## Населені пункти
Міській раді підпорядковані населені пункти:
- м. Новгород-Сіверський
- с-ще Красна Гірка

## Склад ради
Рада складається з 26 депутатів та голови.
- Голова ради: Ткаченко Людмила Миколаївна

### Депутати
За результатами місцевих виборів 2015 року депутатами ради стали:

#### За суб'єктами висування
| Суб'єкт висування                                       | Кількість обраних депутатів | %     |
| ------------------------------------------------------- | --------------------------- | ----- |
| Політична партія "Наш край"                             | 6                           | 23.08 |
| Політична Партія "Опозиційний блок"                     | 5                           | 19.23 |
| БПП ""СОЛІДАРНІСТЬ""                                    | 5                           | 19.23 |
| Політична партія Всеукраїнське об'єднання «Батьківщина» | 4                           | 15.38 |
| Радикальна партія Олега Ляшка                           | 4                           | 15.38 |
| Аграрна партія України                                  | 2                           | 7.69  |